# Sanguisorba indicum
Sanguisorba indicum är en rosväxtart som först beskrevs av Gardn., och fick sitt nu gällande namn av D.D. Tirvengadum. Sanguisorba indicum ingår i släktet storpimpineller, och familjen rosväxter. Inga underarter finns listade i Catalogue of Life.